# Стройкерамика
Стройкера́мика — посёлок городского типа в Волжском районе Самарской области России.

## География
Расстояние до административного центра — 17 км.

## История
Статус посёлка городского типа — с 2001 года.

## Экономика
Основные предприятия населённого пункта — завод «Самарский Стройфарфор» (выпускает керамогранит, сантехническую керамику), фабрика «Кухмастер» (производство кетчупов, соусов, печенья).

## Население
| 2002  | 2010  | 2012    | 2013    | 2014    | 2015  | 2016  |
| ----- | ----- | ------- | ------- | ------- | ----- | ----- |
| 7425  | ↘7322 | ↗7352   | ↗7399   | ↗7468   | ↗7804 | ↘7654 |
| 2017  | 2018  | 2019    | 2020    | 2021    |       |       |
| ↗7682 | ↗7817 | ↗10 963 | ↗13 290 | ↗21 567 |       |       |

## Культура
В посёлке работает средняя общеобразовательная школа № 1, дом культуры «Юбилейный». На площади у ДК «Юбилейный» находится памятник чернобыльцам (открыт 7 декабря 2012 года).
В микрорайоне Кошелев-проект, включённого в состав Стройкерамики, есть также общеобразовательные школы МБОУ СОШ №1 и ГБОУ СОШ №7.